# Zilverdoorn
Zilverdoorn is het tweede deel van de fantasy-serie De Saga van de Oorlog van de Grote Scheuring, geschreven door Raymond E. Feist. Deze serie gaat over de oorlog die ontstaat doordat een door magie gewrochte opening in de drie dimensies van de ruimte ervoor zorgt dat de werelden Midkemia en Kelewan met elkaar verbonden worden. De oorspronkelijke titel van het boek is 'Silverthorn', en het werd uitgegeven in 1985.

## Samenvatting van het boek
Na de Oorlog van de Grote Scheuring tegen de Tsurani uit Kelewan, heerst er bijna een jaar lang vrede in het Koninkrijk der Eilanden. Maar dit verandert als Arutha terugkeert naar Krondor, en de jonge dief Robbie de Hand een moordaanslag op hem verijdelt. Als vervolgens blijkt dat er Moredhel (Zwarte elfen) onder de Nachtraven (het Moordenaarsgilde) bevinden, en dat deze door het aanroepen van ‘Murmandamus’ tot leven komen, neemt Arutha contact op met de Oprechte Man, de mysterieuze leider van de Snaken (het Dievengilde). Deze onthult de schuilplaats van de Nachtraven, waarna met hen wordt afgerekend. Robbie wordt overgedragen aan Arutha, om als jonker aan het prinselijke hof te dienen. Tijdens het huwelijk van Arutha ontdekt hij een ‘dode’ Snaak, in een koepel boven de ridderzaal. Als deze tot leven komt en Arutha tracht te vermoorden, grijpt Robbie in, maar de giftige pijl raakt Arutha’s bruid Anita. Het enige dat haar nog kan redden is zilverdoorn, en Arutha vertrekt met enkele vertrouwelingen (Robbie, de minstreel Laurie, Martin Langboog en Gardaan, de kapitein van de paleiswacht) om dit kruid te vinden.
Bij de abdij van Sarth worden ze aangevallen door Moredhel, maar dankzij het magisch ingrijpen van broeder Dominicus worden zij gered. In de abdij komen zij erachter waarom de Moredhel Arutha willen doden; een oude profetie vermeld namelijk dat de macht van de Moredhel zal terugkeren als de 'Heer van het Westen' (Arutha) sterft. Het gezelschap reist verder naar het elfenrijk Elvandar, en wordt versterkt door de huurling Roald en de Hadari Baru. Van de elfen horen zij dat er zilverdoorn groeit aan de oevers van het Zwarte Meer Moraelin. Dankzij de hulp van de elf Galain weet het gezelschap dit duistere oord te bereiken, waar zij het kruid vinden. Achtervolgd door een troep Moredhel onder leiding van Murad, vluchten zij richting Elvandar. In de bossen daagt Baru de Moredhel-leider uit tot een tweegevecht en verslaat hem, waarna een hevige strijd losbrandt. Dankzij de toesnellende elfen worden de Moredhel verslagen. Ten slotte reist Arutha terug naar Krondor, waar Anita genezen wordt, en de bruiloft wordt afgerond. Bijna een jaar is er vrede in het Rijk, terwijl Murmandamus zijn volk voorbereidt op de komende strijd.
Ondertussen tracht Puc de oorsprong van de nieuwe dodelijke macht van Murmandamus te achterhalen, en komt tot de conclusie dat deze Tsuranees is. Hij creëert een nieuwe scheuring naar Kelewan en stapt erdoor. Het keizerrijk Tsuranuanni op Kelewan blijkt in grote opschudding. Er dreigt een openlijk conflict tussen de Keizer en de Krijgsheer, en de laatste weet Puc op magische wijze gevangen te nemen. Puc slaagt er echter in om tegen de magie-blokkerende betovering een bezwering van het Mindere Pad uit te spreken, waardoor hij zichzelf bevrijdt. Ondertussen breekt de strijd uit, wordt de Krijgsheer gevangengenomen en vervolgens terechtgesteld wegens hoogverraad. Na overleg met verschillende Magiërs komt Puc tot de conclusie dat de oeroude ‘Vijand’ vermoedelijk is teruggekeerd. Hij vertrekt naar het noorden om de hulp in te roepen van de geheimzinnige Wachters. Dit blijken de Oudste Elfen te zijn, die in Elvardein leven, de tweelingstad van Elvandar, gelegen in een magisch woud onder een dikke ijskap.